# Ramona Dempsey

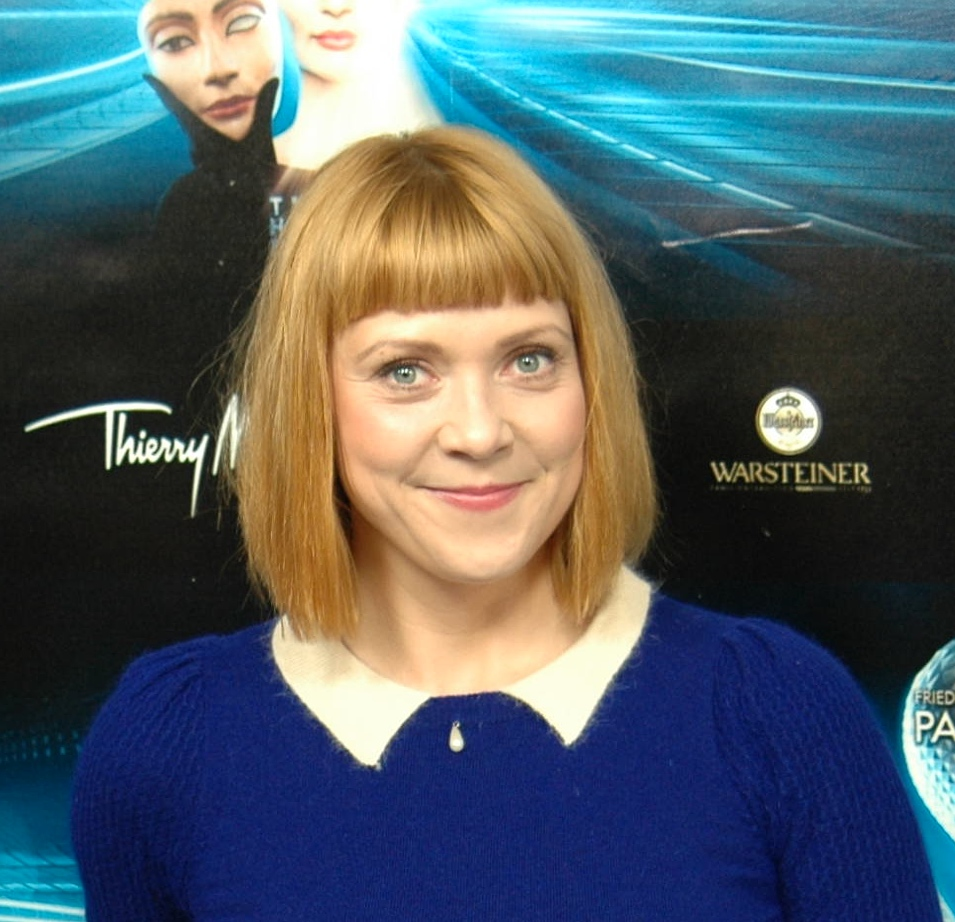
Ramona Dempsey (2014)

Ramona Dempsey (* 18. Mai 1983 in Neumünster) ist eine deutsche Schauspielerin. 
Einem breiten Publikum wurde sie durch ihre Rolle als Anna Nele Lehmann in der Fernsehserie Gute Zeiten, schlechte Zeiten bekannt. Sie gehörte dem Ensemble von 2013 bis 2015 an.

## Filmografie
- 2007: Grace (Kurzfilm)
- 2008: Der Spion  (Kurzfilm)
- 2008–2012: Klinik am Alex (Fernsehserie)
- 2013–2015: Gute Zeiten, schlechte Zeiten (Fernsehserie)